# Kasumi (Siêu thị)

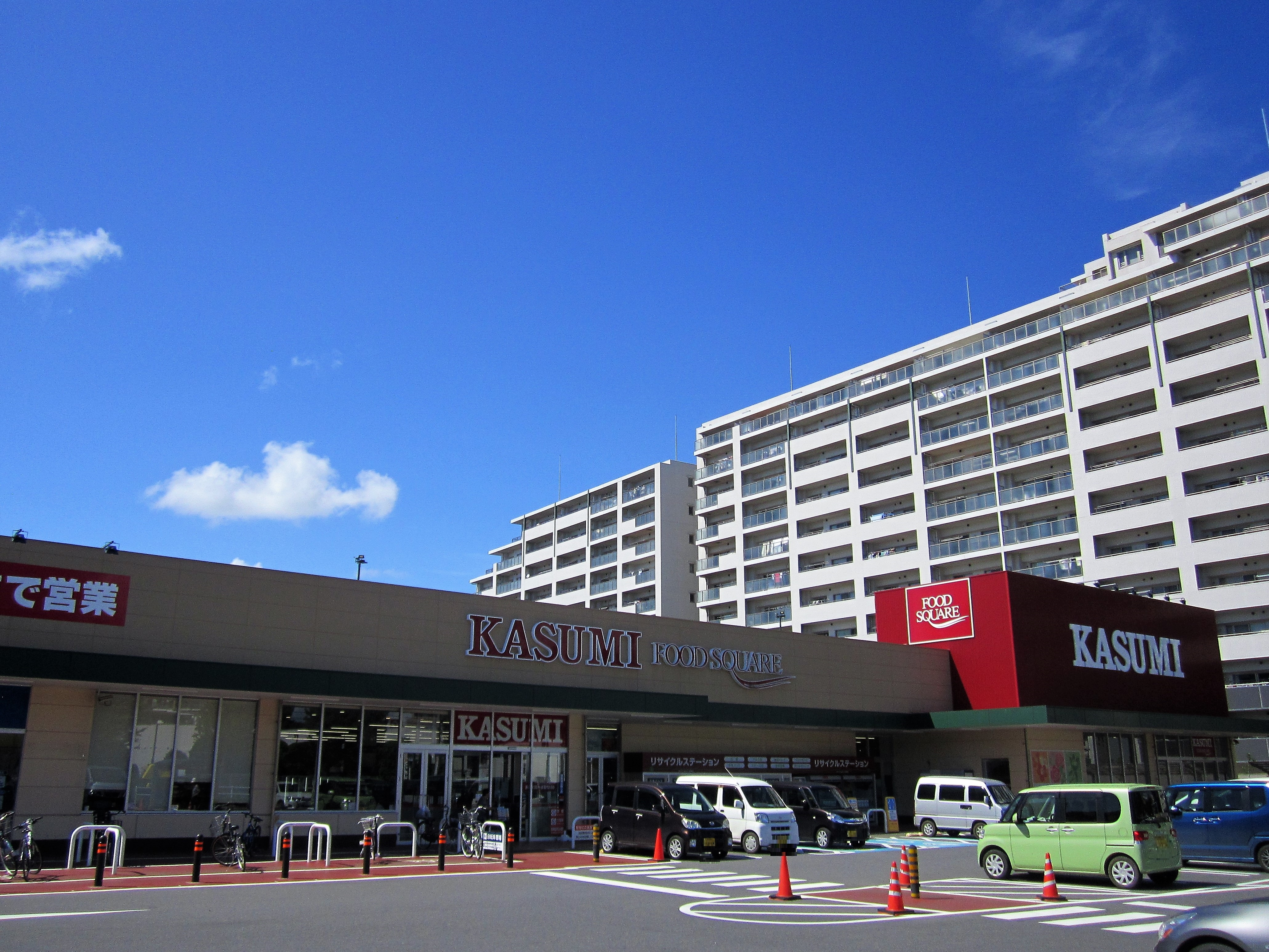
Cửa hàng Kasumi (thành phố Yachiyo, tỉnh Chiba)

Công ty TNHH Kasumi (株式会社カスミ) là công ty phân phối của Nhật Bản có trụ sở chính tại 599-1 Nishiohashi, thành phố Tsukuba, tỉnh Ibaraki. Phát triển chuỗi siêu thị tại khu vực Kanto với bốn loại mang nhãn hiệu "Kasumi" và "FOOD OFF Stocker". Một thành viên của Tập đoàn AEON.
Tập trung vào tỉnh Ibaraki (101 cửa hàng), tỉnh Chiba (37 cửa hàng), tỉnh Saitama (32 cửa hàng), tỉnh Tochigi (8 cửa hàng), tỉnh Gunma (6 cửa hàng), Tokyo (2 cửa hàng) và vùng Kanto với tổng số 188 cửa hàng (Tính đến ngày 31 tháng 3 năm 2019).